# Матвеевка (Черниговская область)
Матве́евка (укр. Матвіївка) — село в Корюковском районе Черниговской области Украины. До 19 июля 2020 года входило в состав Сосницкого района.
Население 275 человек. Занимает площадь 2,7 км². Протекает река Майдан.
Код КОАТУУ: 7424985501. Почтовый индекс: 16123. Телефонный код: +380 4655.

## Известные уроженцы
- Иван Савченко (1914—1945) — Герой Советского Союза.
- Кириенко, Николай Маркович (1922—2010) — украинский и советский учёный, экономист.
- Кузюра Алексей Федорович (1954) — генерал-полковник ФСБ РФ (в отставке)

## Власть
Орган местного самоуправления — Матвеевский сельский совет. Почтовый адрес: 16123, Черниговская область., Корюковский район, с. Матвеевка, ул. Лесная, 28.